# Lousada
Lousada – miejscowość w Portugalii, leżąca w dystrykcie Porto, w regionie Północ w podregionie Tâmega. Miejscowość jest siedzibą gminy o tej samej nazwie.

## Demografia
| Liczba ludności gminy Lousada (1801–2011) | Liczba ludności gminy Lousada (1801–2011) | Liczba ludności gminy Lousada (1801–2011) | Liczba ludności gminy Lousada (1801–2011) | Liczba ludności gminy Lousada (1801–2011) | Liczba ludności gminy Lousada (1801–2011) | Liczba ludności gminy Lousada (1801–2011) | Liczba ludności gminy Lousada (1801–2011) | Liczba ludności gminy Lousada (1801–2011) | Liczba ludności gminy Lousada (1801–2011) |
| ----------------------------------------- | ----------------------------------------- | ----------------------------------------- | ----------------------------------------- | ----------------------------------------- | ----------------------------------------- | ----------------------------------------- | ----------------------------------------- | ----------------------------------------- | ----------------------------------------- |
| 1801                                      | 1849                                      | 1900                                      | 1930                                      | 1960                                      | 1981                                      | 1991                                      | 2001                                      | 2004                                      | 2011                                      |
| 4 412                                     | 10 550                                    | 16 539                                    | 19 436                                    | 27 947                                    | 37 904                                    | 42 502                                    | 44 712                                    | 46 322                                    | 47 387                                    |

## Sołectwa
Sołectwa gminy Lousada (ludność wg stanu na 2011 r.)
- Alvarenga – 463 osoby
- Aveleda – 2073 osoby
- Boim – 3102 osoby
- Caíde de Rei – 2529 osób
- Casais – 1401 osób
- Cernadelo – 980 osób
- Covas – 726 osób
- Cristelos – 3040 osób
- Figueiras – 1382 osoby
- Lodares – 2002 osoby
- Lustosa – 4792 osoby
- Macieira – 1344 osoby
- Meinedo – 4052 osoby
- Nespereira – 2085 osób
- Nevogilde – 2617 osób
- Nogueira – 1253 osoby
- Ordem – 1201 osób
- Pias – 1288 osób
- Santa Margarida de Lousada – 307 osób
- Santo Estêvão de Barrosas – 983 osoby
- São Miguel de Lousada – 879 osób
- Silvares – 3207 osób
- Sousela – 1797 osób
- Torno – 2542 osoby
- Vilar do Torno e Alentém – 1342 osoby

## Współpraca
- Tulle, Francja
- Renteria, Hiszpania